# 교향곡 31번 (하이든)

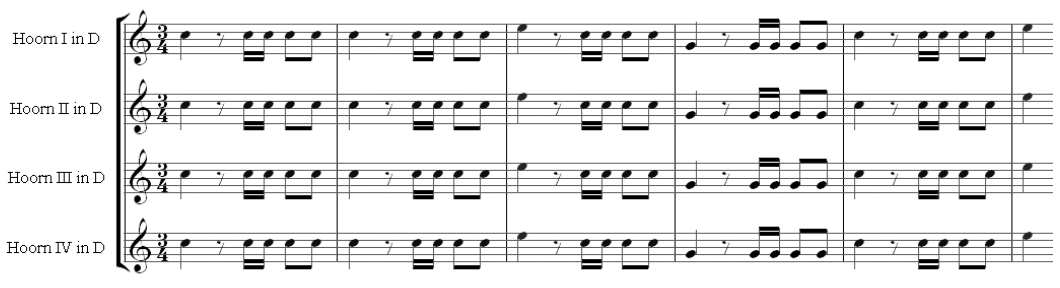

교향곡 31번 라장조 Hob.l:31 ‘호른 신호’는 요제프 하이든이 1765년에 작곡한 교향곡이다. 호른 신호라는 부제는 19세기부터 불리게 되었다. 교향곡 72번 라장조와 관련이 지적되지만, 실제로 작곡 연대는 가까운 이 곡이 뒤로 쓰여졌다. 2곡 모두 에스테르하지가 악단의 호른 연주자의 기교를 과시하기 위해서 쓰여진 것으로 알려졌다.

## 개요
1763년 8월부터 12월까지의 기간과 1765년 5월부터 1766년 2월까지의 기간에 에스테르하지 후작 악단에는 4명의 호른 연주자가 근무하고 있었다. 4대의 호른이 편성되어 있는 하이든의 교향곡 4곡(13번, 31번, 39번, 72번)과 새롭게 발견된 디베르티멘토 라장조는 모두 이 기간에 작곡되었다. 이 중 교향곡 13번은 1763년 ‘31번’은 1765년에 작곡된 것을 자필악보로 확인할 수 있다. 이 곡에 쓰여 있는 〈호른 신호 Mit dem Hornsignal〉또는 〈사낭터에서 Auf dem Anstand〉라는 제목은 19세기에 붙여진 것으로 생각된다. 1악장은 군대용 트럼펫 신호로 시작되며 우편 호른의 선율이 이어진다. 1788년에 출판된 파리의 시벨 판 악보에는 ‘심포니아 콘체르탄테’라는 표시에 이어 ‘뉘른베르크의 우편 호른’이라는 부제가 기입되어 있다. 현재 자필악보가 부타페스트의 세테니 국립도서관에 소장되어 있다.

## 악기편성
플루트, 오보에2, 호른4, 독주 바이올린, 독주 첼로(1,4악장), 독주 더블베이스(4악장), 현5부

## 연주시간
- 약 26분

## 구성

### 제1악장 Allegro
라장조 3/4박자. 소나타 형식. 4대의 호른이 활기찬 리듬의 신호음으로 8마디의 도입부를 연주한 후, 현악 반주로 호른의 독주가 제1주제를 연주한다. 이 호른의 주제가 우편 호른의 선율이다. f 프레으즈의 경과 후에 나타나는 딸림조의 제2주제의 주요부분은 플루트에 의한 상행음계와 현의 응답으로 되어 있는데, 선율적인 특징은 없다. 오히려 코타 부분이 선율적인 성격이 강하다. 발전부는 이 시기 하이든의 발전부 중에서 가장 충실하다. 8마디 도입 후 버금딸림조의 4마디 코다 주제에 이어서 10마디의 제2주제, 4마디의 경과부가 계속되고, 10마디의 제1주제가 코데타 악상과 결합되어 나단조로 나타난다. 이후에 저음으로 코다 주제 동기가 사용되고 12째마디에서 일단 원조(原調) 딸림음으로 끝맺는다. 이어서 같은 코다 주제가 라단조로 나타나고, 갑자기 라장조로 돌아가 제1주제가 재현된다. 재현부에서는 제1주제 후에 경과구가 축소되고 즉시 제2주제가 재현된다. 또 코다에서는 앞의 코데타가 재현된 후에 처음 부분의 호른 동기에 의한 도입 악상으로 끝난다.

### 제2악장 Adagio
사장조 6/8박자. 소나타 형식풍의 3부 형식. 바이올린과 첼로의 독주가 활약하고 관악기는 4대의 호른만 사용된다. 시칠리아풍의 주요주제는 독주 바이올린으로 시작되며 2대의 호른이 여기에 응답한다. 선율은 다시 독주 바이올린과 2대의 호른으로 연주되어 딸림조로 들어간다. 이어서 바이올린과 독주 첼로가 딸림조의 부주제를 번갈아 연주한다. 마지막에 조용한 코데타가 나타난다. 발전부는 이러한 선율들로 조합되어 이루어지는데, 라장조로 시작되어 가단조로 바뀌었다가 마단조로 끝난다. 이후에 제시부의 3개의 악장이 재현된다.

### 제3악장 Menuetto
라장조 3/4박자. 미뉴에트에서는 제1, 제2바이올린이 항상 유니즌으로 움직이고 비올라와 첼로, 더블베이스가 유니즌으로 움직이는 2성부로 구성되어 있다. 거기에 플루트와 오보에가 유니즌으로 선율에 합세하고 호른군(群)이 선율 주고받는다.

### 제4악장 Finale,Moderato molto-Presto
라장조 2/4박자. 변주곡 주제는 2성의 현악으로 연주되고 8마디씩 각 부분이 반복되는 2부 형식이다. 단 한번의 조바꿈도 없이 모든 주제의 화성구조를 엄격히 유지하고 베이스는 변함이 없다. 1변주에서는 오보에와 호른이 주체가 되고 오보에가 선율을 변주한다. 2변주는 다시 현악으로만 연주되고 독주 첼로가 선율을 피규레이트(Figurale)한다. 3변주에서는 플루트가 셋잇단음으로 선율을 장식한다. 4변주에는 4대의 호른이 더해지고 제1호른이 선율 변주를 담당한다. 5변주는 현악으로만 이루어지며, 독주 바이올린도 피규레이션을 행한다. 6변주는 모든 합주가 주제를 원형대로 p로 반복한다, 7변주는 다시 현악으로만 연주되며, 더블베이스의 독주가 선율을 변주한다. 마지막에 라단조로 7마디의 경과구가 삽입된 후에 코다로 이어진다. 코다는 3/4박자. 다시 원조로 돌아가 1악장을 상기시키는 듯한 패시지로 시작해서 마치는 느낌으로 진행되는 마지막 7마디에 1악장 첫머리의 리듬 동기에 의한 도입 악구를 넣어 전악장을 끝마친다.

## 참고 문헌
- 《작곡가별 명곡해설 라이브러리》 14권 '하이든' 〈음악지우사〉 (音樂世界)